# 勒非盤唇鱨
勒非盤唇鱨，為輻鰭魚綱鯰形目倒立鯰科盤唇鱨屬的其中一種，該物種於1976年由Max Poll描述，分布於非洲剛果河上游Lufira流域，體長可達10公分。

## 扩展阅读
維基物種上的相關：勒非盤唇鱨